# Jan Dydak
Jan Zygmunt Dydak (Czeladź, 1968. június 14. – Słupsk, 2019. március 27.) olimpiai bronzérmes lengyel ökölvívó.

## Pályafutása
Az 1988-as szöuli olimpián váltósúlyban és az 1991-es göteborgi Európa-bajnokságon kisváltósúlyban bronzérmet szerzett.

## Sikerei, díjai
- Olimpiai játékok
  - bronzérmes: 1988, Szöul
- Európa-bajnokság
  - bronzérmes: 1991, Göteborg